# Finn Nielsen
Finn Nielsen, född 21 april 1937, är en dansk skådespelare.

## Filmografi (i urval)
- 1976 – Snuten som rensade upp
- 1985 – Smugglarkungen
- 1991 – Den stora badardagen
- 1994 – Frihetens skugga (TV-serie)
- 2003 – Krönikan
- 2004 – Fyra nyanser av brunt
- 2009 – Brottet II